# Føina (schip, 1915)
De Føina was een Noors stoomvrachtschip gebouwd door de Deense scheepswerf Helsingørs Jernskibs-og Maskinbyggeri in Helsingør. Het was eigendom van de Noorse reder Knut Knutsen O.A.S.. Van 1926 tot 1928 werd het gebruikt als transportschip voor de Noorse walvisvaarders vloot bij Praia Amelia in Angola.
Op 10 december 1939 werd het schip door de Duitse onderzeeboot U-20 aangevallen met een torpedo. Het schip bevond zich op dat moment ten noorden van Schotland en was op weg van het Noorse Sarpsborg naar Schotse Grangemouth. De torpedo raakte het schip in het voorste deel waardoor het doormidden brak en binnen drie minuten zonk. Alle achttien opvarenden kwamen als gevolg van deze aanval om het leven. Twee dagen later, op 12 december, werd er een reddingsboot van de Føina 190 kilometer ten westnoordwesten van Rattray Head gevonden, met daarin twee lichamen.
De U-20 was tijden de aanval op de Føina bezig met de vierde oorlogspatrouille, de Føina was het tweede slachtoffer tijdens deze patrouille. Een dag eerder, op 9 december, werd het Deens vrachtschip Magnus ook getorpedeerd. De Føina was niet het enige slachtoffer op 10 december later die dag zou het Britse vrachtschip Willowpool op een zeemijn lopen die door de U-20 was gelegd.